# Багатозначна функція

Функція від елемента «3» набуває двох значень

Багатозна́чна фу́нкція або багатозна́чне відобра́ження — узагальнення поняття функції, що допускає наявність декількох значень функції для одного аргументу.

## Визначення
Функція {\displaystyle F}, яка кожному елементу множини {\displaystyle X} ставить у відповідність деяку підмножину множини {\displaystyle Y,} називається багатозначною функцією, якщо хоча б для одного {\displaystyle x\in X} значення {\displaystyle F(x)} містить більше одного елемента {\displaystyle Y.}
Звичайні (однозначні) функції можна розглядати як окремий випадок багатозначних, у яких значення складається рівно з одного елемента.

## Приклади
Найпростіший приклад — двозначна функція квадратного кореня з додатного числа, у неї два значення, що розрізняються знаком. Наприклад, квадратний корінь з 16 має два значення — {\displaystyle +4} і {\displaystyle -4.}
Інший приклад — обернені тригонометричні функції (наприклад, арксинус) — оскільки значення прямих тригонометричних функцій повторюються з періодом {\displaystyle 2\pi } або {\displaystyle \pi ,} то значення обернених функцій багатозначні («нескінченнозначні»), всі вони мають вигляд {\displaystyle \varphi +2k\pi } або {\displaystyle \varphi +k\pi ,} де {\displaystyle k} — довільне ціле число.
Багатозначні функції незручно використовувати у формулах, тому з їх значень нерідко виділяють одне, яке називають головним. Для квадратного кореня це додатне значення, для арксинуса — значення, що потрапляє в інтервал {\displaystyle \left[-{\frac {\pi }{2}},{\frac {\pi }{2}}\right]} тощо.
Первісну функцію (невизначений інтеграл) також можна розглядати як нескінченнозначну функцію, оскільки вона визначена з точністю до сталої інтегрування.

## У комплексному аналізі та алгебрі
Характерний приклад багатозначних функцій — деякі аналітичні функції в комплексному аналізі. Неоднозначність виникає при аналітичному продовженні за різними шляхами. Також часто багатозначні функції виходять як результат взяття обернених функцій.
Наприклад, корінь n-го степеня з будь-якого ненульового комплексного числа набуває рівно {\displaystyle n} значень. У комплексного логарифма число значень нескінченне, одне з них оголошено головним.
У комплексному аналізі поняття багатозначної функції тісно пов'язане з поняттям ріманової поверхні — поверхні в багатовимірному комплексному просторі, на якій дана функція стає однозначною.

## Примітка
1. ↑  Г. Корн, Т. Корн. Справочник по математике. Для научных работников и инженеров. М., 1973 г. Глава 4. Функции и пределы, дифференциальное и интегральное исчисление. 4.2. Функции. 4.2-2. Функции со специальными свойствами. (а), стр.99. Архів оригіналу за 19 січня 2015. Процитовано 2 липня 2021.
2. ↑  Кудрявцев Л. Д. Многозначная функция // Математическая энциклопедия (в 5 томах). — М. : Советская Энциклопедия, 1984. — Т. 4. — С. 720.